# Sharon den Adel
 (décembre 2022).
Si vous disposez d'ouvrages ou d'articles de référence ou si vous connaissez des sites web de qualité traitant du thème abordé ici, merci de compléter l'article en donnant les références utiles à sa vérifiabilité et en les liant à la section « Notes et références ».
Sharon den Adel, née le 12 juillet 1974 à Waddinxveen, est une auteure-compositrice-interprète, parolière et chanteuse néerlandaise, principalement connue pour sa participation au groupe de metal symphonique néerlandais Within Temptation.

## Biographie
En 1998, Sharon den Adel est invitée par Arjen Lucassen à participer à l'album Into The Electric Castle du groupe de rock Progressif Ayreon, où elle interprète le rôle d'Indian.
En 2002, elle participe à l'album solo Hymn to life de Timo Tolkki (Stratovarius) en interprétant la partie vocale de la ballade Are you the one?. Elle a également participé à deux albums du groupe Avantasia avec Tobias Sammet ainsi qu'au premier album de Delain, groupe fondé par l'ancien clavièriste de Within Temptation, Martijn Westerholt.
Le 7 décembre 2005, elle donne naissance à une fille, Eva Luna, dont le père est Robert Westerholt, le guitariste de Within Temptation.
En 2008, elle réalise un featuring avec le disc jockey néerlandais Armin van Buuren. La chanson, intitulée In And Out Of Love, est présente sur l'album Imagine d'Armin van Buuren.
Elle chante en duo avec Anneke van Giersbergen le titre Somewhere (reprise d'une chanson de Within Temptation) sur son album Pure Air en janvier 2009.
Le 22 février 2009 est annoncé sur le site officiel qu'elle est enceinte pour une seconde fois. Le 1er juin 2009, elle donne naissance cette fois-ci à un garçon, Robin Aiden.
La sortie d'un nouvel album intitulé An Acoustic Night at the Theatre est annoncée pour le 30 octobre 2009. Le 28 mars 2011, un nouvel album de Within Temptation sort dans les bacs, The Unforgiving.
Le 30 mars 2011, elle annonce sur le site officiel de Within Temptation la naissance de son troisième enfant, Logan.
En septembre 2019, le groupe Within Temptation annonce sur les réseaux sociaux une collaboration sur scène avec Evanescence, dont la tournée, World Collides Tour, débutera en septembre 2020, et passera à l'AccorHotels Arena de Paris le 14 septembre et qui s'est tenu finalement le 27 novembre 2022 en raison des reports liés à la crise sanitaire du COVID 19.

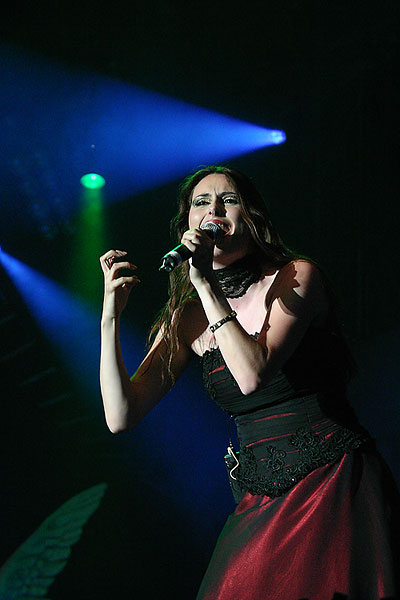
Sharon den Adel, chanteuse de Within Temptation lors d'un concert lors du festival Mera Luna à Hildesheim 2004.
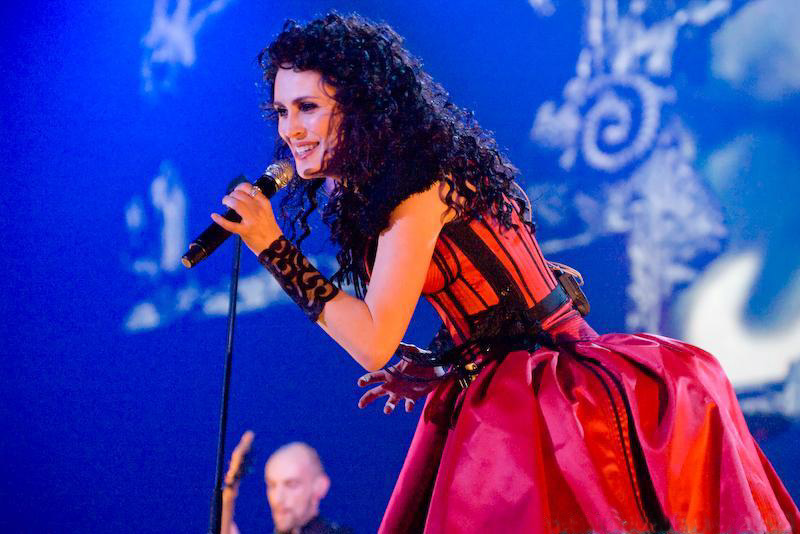
Sharon den Adel et le groupe Within Temptation à Rotterdam.
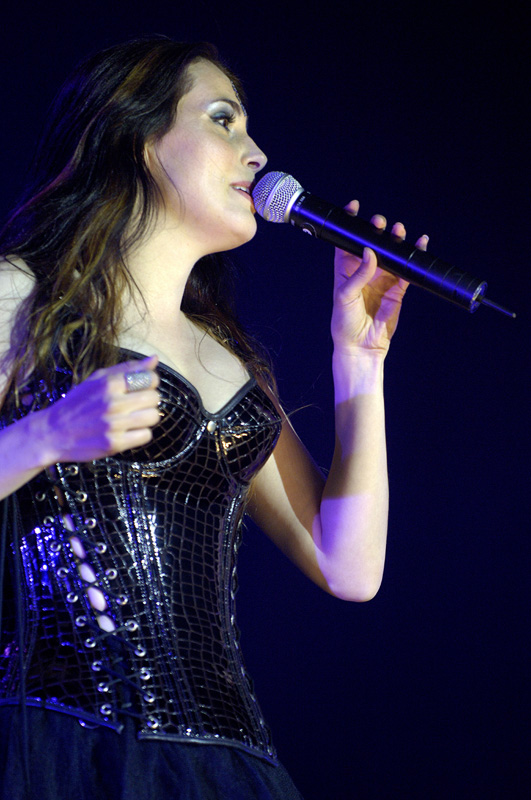
Sharon den Adel au Dour Festival de 2006.